# 乳头状瘤
乳头状瘤是一种良性上皮組織肿瘤，其发生主要與人類乳突病毒感染有关。
然而还有其他情况会导致乳头状瘤，甚至有患者的病發原因也無法判斷。